# Anzitene
Anzitene (Khanzit) és el nom clàssic de l'antiga regió armènia de Kharpurt, situada entre l'Eufrates (a la regió de Melitene) a l'oest, nord i sud; la regió de Gavreq al nord; al Tsopq o Shahuni al nord-est; les muntanyes del Taure armeni al sud separant-la de la regió d'Ingilena, anomenada també Qel; i el Balahovit (amb la ciutat d'Arsamòsata) a l'est. Va formar part de la gran regió de Sofene.
La seva ciutat principal era Tomisa a la riba de l'Eufrates, però el nom li ve de la fortalesa d'Anzith, al nord-est a la vora del Llac Tsvok o Dzovk (turc Göldjïk, àran al-Buhayra).
Al tractat d'Acilisene, l'Anzitene, junt amb la Derzene, la Keltzene, l'Acisilene, la Khorzene, el Daranaliq, la Balabitene, l'Astianene, i la Sofene o Sofanene va quedar sota domini romà i la resta d'Armènia va quedar per Pèrsia i se la va conèixer com a Persarmènia.
El 536 fou inclosa a la província romana d'Orient d'Armènia Quarta.
Vers el 958 Anzitene fou el nom d'un tema romà d'Orient que anava des de Melitene (al centre-nord) fins a Samòsata (al sud), fins a Arsamòsata a l'est i a Larissa a l'oest. En aquests anys exercia el predomini a la regió el nakharar Habel (vers 970) i després Isaac (vers el 995).
Encara al segle xii el catolicós de l'Església Armènia vivia a Dzovk, a l'Anzitene. Llavors va passar als ortúquides corresponent a la branca d'Hisn Kayfa; vers el 1230 fou incorporada al Soldanat de Rum. Llavors la capital era Khartput (Kharput, Khartpert, Kharpert) en àrab Hisn Ziyad.